# КМ-7,62
КМ-7,62 — 7,62-мм єдиний кулемет, розроблений в Україні на заводі «Маяк» за схемою кулемета ПКМ.

## Внесені зміни
КМ-7.62, як і ПКМ, призначений для ураження і знищення різних вогневих цілей ворога. Також є можливість вражати повітряні цілі противника.
У модернізованої моделі кулемета Калашникова КМ-7,62 вдалося вдосконалити низку характеристик кулемета, у порівнянні зі звичайним кулеметом Калашникова:
- зникло оребрення ствола кулемета,
- змінена конструкція полум'ягасника,
- ефективнішою стало руків'я перезаряджання і потиличник прикладу,
- удосконалена спускова скоба,
- підвищена жорсткість кришки ствольної коробки завдяки поздовжнім ребрам.

Кулемет КМ-7,62 призначений для оснащення українських військових підрозділів, підрозділів спеціального призначення.
Цей кулемет був представлений 21 вересня 2011 року в Києві на виставці «Зброя і безпека 2011» під патронатом Кабінету Міністрів України.

## Набої
Стрільба може вестися різними видами набоїв: із звичайними кулями, із трасувальними кулями, із бронебійно-запальними та з кулями збільшеного пробиття. Кут наземного обстрілу складає 90°, а по повітряним цілям стрільба ведеться під кутом в 360°.

## Станок
Оновлений триногий станок 6Т5, який використовують для кулемета КМ-7,62 був розроблений Л. В. Степановим. В основу цієї конструкції покладений принцип багатофункціональності всіх частин. Станок Л. В. Степанова на 3,2 кг важить менше за станок Саможенкова. Також в удосконаленому станку на 20 деталей менше, ніж у попередника. Для стійки, використовуваної в процесі зенітної стрільби, стрілець використовує остов механізму вертикального наведення. Віссю кріплення задніх ніг станка є втулка-підстава. На задній нозі є можливість кріпити коробку зі стрічкою. Все це дозволяє транспортувати кулемет під час бойових дій одним номером обслуги, і міняти положення без розрядки самого кулемета.

## Принцип роботи

КМ-7,62 з нічним прицілом

Принцип роботи кулемета Калашникова модернізованого — автоматичний, в основу якого покладено відведення порохових газів. Стрільба здійснюється в режимі безперервного вогню.
Система подачі набоїв двоступенева. Під час відкочування назад рами затвора набій витягується зі стрічки і опускається на лінію досилання. Під час накочування рами затвора під дією поворотної пружини набій досилається у набійник. Під час стрільби з триноги коробка з набоями кріпиться праворуч і набої подаються справа наліво. Коробка може кріпиться до ноги триноги, що дозволяє маневрувати з кулеметом на полі бою однією людиною без перезаряджання зброї. Під час стрільби із сошки коробка з набоями кріпиться під ствольною коробкою кулемета, а набої подаються зліва направо.

## Модифікації
- КМ-7,62 — базова модифікація
- КТ-7,62 — кулемет танковий (аналог ПКТ) з важчим стволом і обладнаний електроспуском
- КТМ-7,62 — модернізований танковий варіант (2015 року)

## Тактико-технічні характеристики
Бойові характеристики кулемета Калашникова модернізованого ПКМ-7.62:
- Вага кулемета: 9 кг;
- Вага станка 6Т5: 4.5 кг;
- Кут прицілу: −10°/+20°;
- Довжина: 1173 мм;
- Використовуваний набій: 7,62×54 мм;
- Види живлення:
  - стрічка на 100 набоїв,
  - стрічка на 200 набоїв,
  - стрічка на 250 набоїв;
- Нарізи: 4 правобічні;
- Крок: 240 мм;
- Початкова швидкість кулі: 825 м/с;
- Енергія дульна: 3267 Дж;
- Скорострільність: 650 пострілів на хвилину;
- Прицільна дальність стрільби: 1,5 км.